# Life with Mikey
Life with Mikey, também conhecido como Give Me a Break (Brasil: Um Talento Muito Especial ) é um filme de comédia estadunidense de 1993 estrelado por Michael J. Fox, Christina Vidal, Nathan Lane, Cyndi Lauper e David Krumholtz.

## Sinopse
Mikey Chapman (Michael J. Fox), uma ex-estrela infantil e agora agente de talentos para estrelas infantis, descobre Angie Vega (Christina Vidal, em seu primeiro filme), uma garota que gasta dinheiro e vive com sua irmã adolescente e o namorado dela. Juntos, eles tentam ganhar muito e ganhar um papel em uma série de comerciais de televisão.

## Elenco
- Michael J. Fox como Michael "Mikey" Chapman
- Christina Vidal como Angie Vega
- Cyndi Lauper como Geena Briganti
- Nathan Lane como Ed Chapman
- David Krumholtz como Barry Corman
- David Huddleston como Mr. Corcoran
- Tim Progosh como Lawyer Norman Feller
- Victor Garber como Brian Spiro
- Mary Alice como Mrs. Gordon
- Kathryn Grody como Mrs. Corman
- Sean Power como Lenny
- Paula Garcés como Janice
- Blake McGrath como Acrobata
- Phoebe Lapine como Andrews Sister #1
- Anna Rose Menken como Andrews Sister #2
- Ali Caplan como Andrews Sister #3
- Rubén Blades como pai de Angie
- Aida Turturro como oficial Moran
- Christine Baranski como Carol
- Kevin Zegers como Little Mikey

## Na cultura popular
Um episódio de Spin City, "Wife of Mikey", é intitulado com um aceno de cabeça para este filme. É o último episódio em que Fox aparece, deixando o elenco regular no final da 4ª temporada devido ao agravamento da doença de Parkinson.

## Recepção
O filme recebeu críticas geralmente negativas.

## Bilheteria
O filme estreou em sétimo lugar nas bilheterias.